# A szem idegpályái

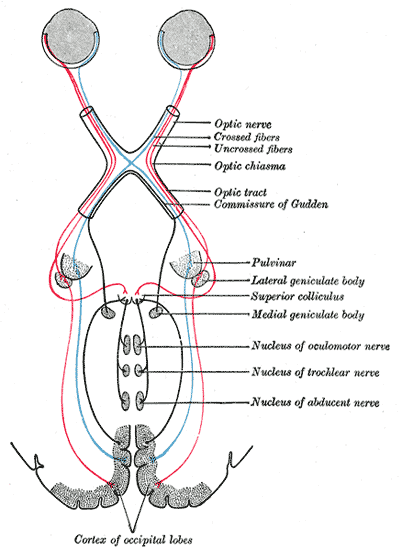
A látás idegpályái.(Az ábra feltünteti a látási reflexekért felelős agyidegmagvakhoz futó ágakat is, de ezek a jelen szócikkben nem szerepelnek.)

A jelen szócikk a szemnek a látási információkat közvetítő idegpályáit tekinti át. A belső szemizmok beidegzése, és az autonóm reflexmechanizmusok  a Látóideg és a Fontosabb autonóm beidegzések szócikkben szerepelnek. 

## A szem idegpályái
A látóideg az ideghártya nagy ganglionsejtjeinek axonjaiból szedődik össze a látóidegfőnél. Ez a szem hátsó pólusától 3-4 milliméterre befelé (medialisan) található. Itt kezdődik a látóideg Nervus opticus [II.] és látási információkat vezet a szem ideghártyájától a központi idegrendszer felé. A kétoldali látóideg a koponyába belépve részben kereszteződik, majd a rostok  látókötegben  tractus opticus folytatódnak. Az idegrostok az ideghártya részeinek egymáshoz viszonyított helyzetét végig megőrzik.

## Látóideg(II. agyideg)
A látóideg Nervus opticus [II.] érzékszervi agyideg. 
Rostjai a recehártya (stratum ganglionare) rétegében található nagy idegsejtek axonjai. A rostok a recehártyában (retina) a látóidegfőhöz (discus nervi optici; papilla nervi optici) futnak össze, és a szemet annak hátsó pólusától 3-4 milliméterre nasalis (medialis) irányban hagyják el, mint látóideg (nervus opticus).
A rostjai  velőhüvelyesek (myelinhüvelyesek), de a velőhüvelyeket  oligodendrocyták alkotják, mivel a látóideg inkább a központi idegrendszer  pályájáihoz hasonlít. A  szemüreget (orbita) saját csontos csatornáján (canalis nervi optici), keresztül hagyja el, és az ellenoldali szemideggel egyesülve képezi a  látóidegkereszteződést (chiasma opticum) (a szemidegek részleges kereszteződését). A látóidegkereszteződés a harmadik agykamra elülső falának és aljzatának találkozásánál helyezkedik el. A kereszteződésben a mindkét oldali ideghártya belső (medialis) feléből származó rostok, beleértve a sárgafolt macula lutea nasalis feléből eredő rostokat is, átkereszteződnek a középvonalon, és belépnek az ellenoldali látókötegbe (tractus opticus), míg a retina temporalis (lateralis) feléből származó rostok, beleértve a macula temporalis feléből kiinduló rostokat is, hátrafelé folytatódnak az azonos oldali (tractus opticusba). A látóköteg (tractus opticus) a látóidegkereszteződésből (chiasma opticum) indul ki, és hátrafelé fut az agykocsányt oldalról megkerülve, és az oldalsó térdes testben (corpus gniculatum laterale) végződik. Néhány rost a középagyba fut a, ezek a fényreflexekben játszanak szerepet.

### A látópálya neuronjai és a binocularis látás
A látási ingerületeket a látókéregbe négy neuron vezeti: 
1. pálcikák és csapok, amelyek a retina specializálódott receptor neuronjai;
2. a bipoláris neuronok, amelyek összekötik a pálcikákat és a csapokat a ganglion sejtekkel;
3. a ganglion sejtek, amelyeknek az axonjai az oldalsó térdes testhez (corpus geniculatum laterale) futnak;
4. a corpus geniculatum laterale neuronjai, amelyeknek axonjai az agykéreghez futnak. Ez a látósugárzás (radiatio optica).

A binoculáris látásnál a látótér jobb és bal oldala a mindkét oldali retina egyik felére vetül. A látóidegek kereszteződésében ebből a két azonos oldali retina félből származó axonok összekombinálódnak, és együttesen alkotják a látóköteget (tractus opticus). Az oldalsó térdes test (corpus geniculatum laterale) neuronjai így már egy egész oldali látóteret vetítenek az ellenkező oldali félteke látómezejére. Az alsó retina negyedek (a látótér felső része) a madársarkantyúbarázda (sulcus calcarinus) alsó falába, míg a felső retina negyedek (a látótér alsó része) a barázda felső falába vetülnek.  A sárgafolt (macula lutea) a Brodman 17-es mező hátsó részén, a retina többi része pedig az elülső részén reprezentált. Mivel a két szem szögeltéréssel látja a tárgyakat, a binoculáris látásnak alapvető szerepe van a térlátásban és a távolságészlelésében. (A binoculáris látást rendkívül zavarja, és a szemet rontja az egyik szem időközönkénti kitakarása. Ez gyakran előfordul bizonyos hajviseleti divatoknál, amelyeknél egy hajtincs az egyik szem előtt lebeg. Ez minden bizonnyal növeli a pillantások kacérságát, de a szem túlerőltetése árán.) Optikai műszerekkel pl. kéttubusú mikroszkópokkal dolgozóknak is nagy gondot kell fordítaniuk arra, hogy a tubusok távolságát saját pupillatávolságukhoz gondosan beállítsák, és két szemük törőerejének esetleges különbségét a mikroszkóp állítható tubusának segítségével korrigálják. Ezek könnyen megtanulható, és gyorsan végrehajtható, de rendkívül fontos műveletek. (Olyan átlagos főiskolai hallgatóknak, akik még sohasem dolgoztak mikroszkóppal a mikroszkóp biztonságos és kíméletes kezelése - az előbbi beállításokat is beleértve - a mai oktatómikroszkópokon egy 45 perces foglalkozáson nagy biztonsággal megtanítható.)

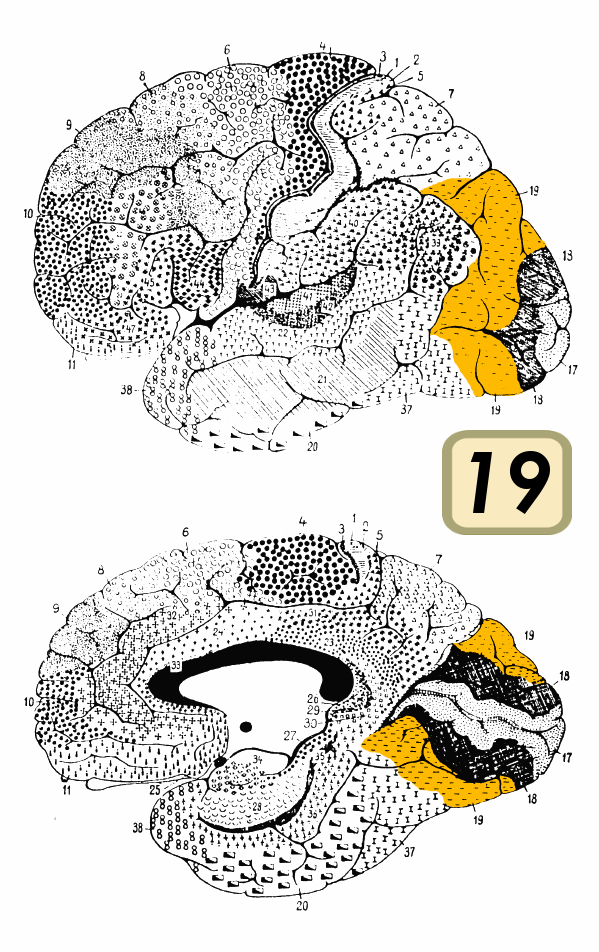
Elsődleges és másodlagos látókérgi mezők: A 17-es (elsődleges) mező fehér, a 18-as (másodlagos) mező szürke, a 19-es (harmadlagos) mező sárga

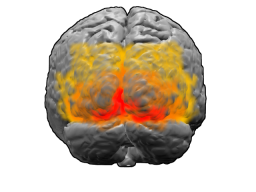
17, 18 és 19-es Brodmann mezők. A Brodmann 17-es mező piros színnel van feltüntetve. A Brodmann 18-as is narancsszínű. A Brodmann 19-es sárga.

## A látókéreg
Az elsődleges látókéreg (17-es Brodmann mező) a nyakszirti lebenyen (lobus occipitalis), a madársarkantyú barázda (sulcus calcarinus) hátsó részének falaiban helyezkedik el. Makroszkóposan ez a terület felismerhető a kéreg vékonysága és a Gennari stria alapján, mikroszkóposan szemcsés típusú kérget látunk, csak néhány pyramidális sejt fordul elő. A látókéreg az oldalsó térdes testből (corpus geniculatum laterale) kap afferens rostokat. A rostok először előre futnak a halántéki lebeny fehérállományában, majd visszafordulnak az occipitalis lebenyben lévő elsődleges látókéreghez. A látókéreg rostokat kap az azonos oldali halántéki ideghártya (retina) félből és az ellen oldali, orr felőli retinafélből. A látótér jobb oldali fele így a bal oldali látókéregben reprezentált és viszont. Azt is fontos megjegyezni, hogy a felső retina negyedek (a látótér alsó részének) ingerületei a (sulcus calcarinus) felső falához, míg az alsó retina negyedek (a látótér felső része) ingerületei a (sulcus calcarinus) alsó falához futnak. A sárgafolt (macula lutea), amely a retinának a központi területe és az éleslátás helye, az agykéregben a 17-es mező hátsó részében reprezentált, és a látókéregnek egyharmadát foglalja le. A retina perifériás részéről származó látási ingerületek koncentrikus körökben végződnek a nyakszirti (occipitalis) pólus előtt a 17-es mező elülső részében. A másodlagos látókéreg (18 és 19-es Brodmann mezők) körülveszi az elsődleges látókérget. A másodlagos látókéreg működése az, hogy összevesse az elsődleges látókéregből kapott látási információkat a régebbi látási emlékekkel, így képessé tegye az egyént annak megértésére, hogy aktuálisan mit lát.

## Lásd még
- Szem
- Látóideg
- Emberi idegrendszer
- Fontosabb autonóm beidegzések